# Jan Havlasa
Jan Havlasa, vlastním jménem Jan Klecanda (22. prosince 1883, Teplice – 12. srpna 1964, Los Angeles) byl český spisovatel, autor dobrodružných a fantastických příběhů.

## Životopis

### Mládí a studia
V matrice narozených byl zapsán jako Johann Ladislaus Klecanda, syn Johanna Klecandy (1855–1920), ředitele soukromé české školy v Teplicích (Direktor der böhm. Privatschule in Teplitz) a matky Matyldy, rozené Maškové (1859–?). Byl nejstarší z pěti dětí (jedno brzy zemřelo). Nejpozději od roku 1887 již celá rodina žila v Praze. Otec byl menšinový pracovník, redaktor a autor děl pro mládež (jako povolání uváděl „spisovatel“).
Bratr Jiří Klecanda (1890–1918) emigroval po začátku první světové války do Ruska, kde se významně podílel na přípravě československé samostatnosti a na zakládání Československých legií v Rusku. Další bratr Vladimír Klecanda (1888–1946) byl profesorem pomocných věd historických na Univerzitě Komenského v Bratislavě, za okupace žil v exilu a po válce se stal poslancem Prozatímního Národního shromáždění za národní socialisty.
Jan Klecanda (Jan Havlasa) studoval na gymnáziu v Žitné ulici. Po maturitě v roce 1902 studoval na Filozofické fakultě Univerzity Karlovy. V mládí cestoval (1902 Itálie, 1904 Světová výstava v St. Louis), do roku 1913 žil v zahraničí, zejména v USA.
S manželkou Elsie strávil Jan Havlasa v letech 1912–1913 rok v Japonsku, popisy pobytu s fotografiemi později zveřejňoval v českém tisku. Po cestě do Japonska navštívili manželé Tahiti (kde se setkali s Milanem Rastislavem Štefánikem), na cestě do Evropy další asijské země jako Čínu, Singapur, Indii. Cestovatelské zkušenosti využíval Jan Havlasa jako náměty ke své literární tvorbě.

### Manželství

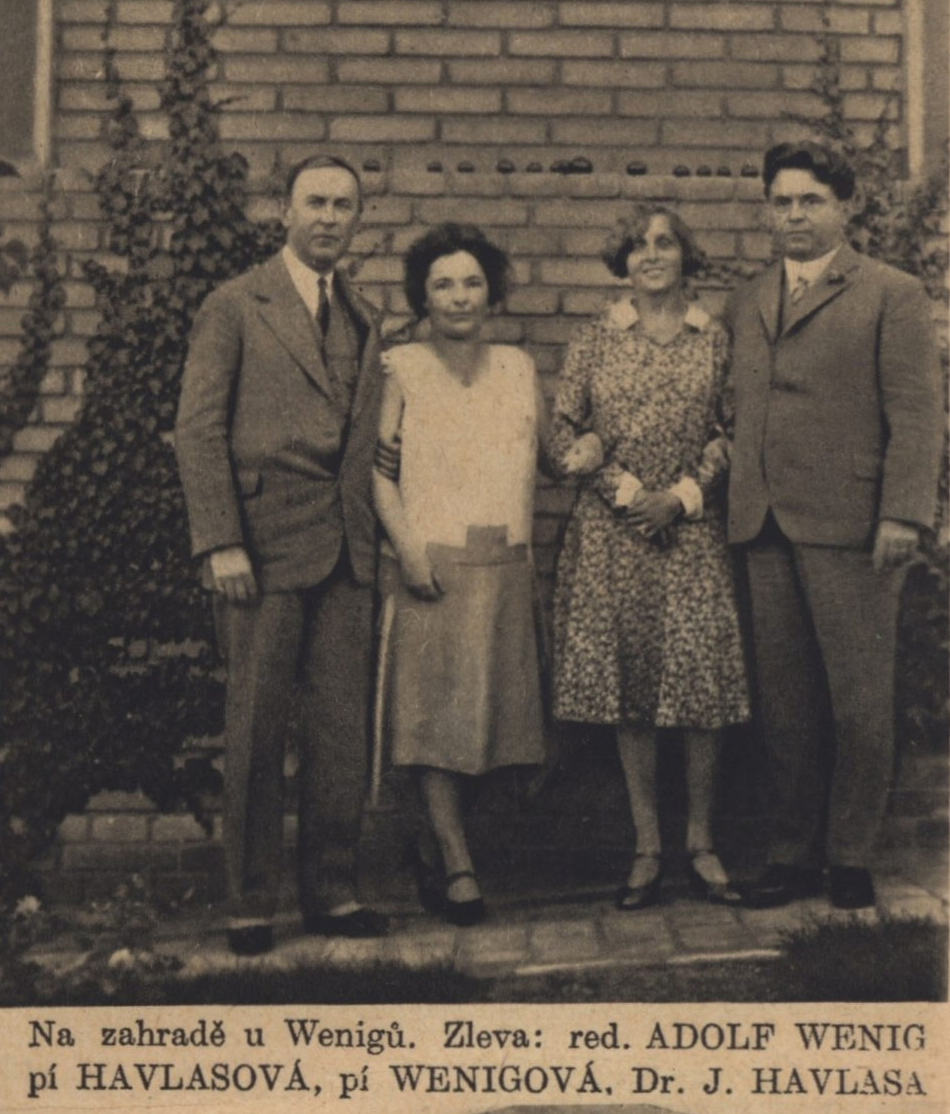
A. Wenig a J. Havlasa s manželkami v roce 1929

S budoucí manželkou se seznámil při svém pobytu v USA. Elsie Hermanová (1891–1957) byla vnučkou českého emigranta Jana Heřmana, přítele Karla Havlíčka Borovského. V českém prostředí byla pod jménem Elsie Havlasová známá nejen jako manželka Jana Havlasy, ale i jako překladatelka do angličtiny a vice versa.
Na roční cestu manželů Havlasových do Japonska vzpomínal český tisk ještě po čtvrt století. Manželka trvale doprovázela Jana Havlasu, výjimkou byl jen jeho pobyt ve vězení a funkce opiového komisaře. Manželství bylo harmonické, ale zůstalo bezdětné.

### Odsouzení a vězení
V roce 1914 vydal Jan Havlasa brožuru Vztah osadní politiky k světové válce. V ní uvažoval o tom, jak by měl být svět po válce uspořádán, a uvažoval o osvobození vlasti. Kniha byla konfiskována a Jan Havlasa byl souzen; spolu s ním byl obžalován dr. Petr Zenkl jako vydavatel a odpovědný redaktor. V první instanci byl Jan Havlasa odsouzen na 7 měsíců, Petr Zenkl osvobozen. Následně mu byl trest Nejvyšším zeměbraneckým soudem ve Vídni zvýšen na jeden rok, zostřený jedním půstem měsíčně a třemi samovazbami.

### První republika – vyslanec v Brazílii a komisař opiové komise
Funkci prvního vyslance Československa v Brazílii vykonával Jan Havlasa v letech 1920–1924. V roce 1922 byl na základě stížnosti bývalého zaměstnance vyslanectví odvolán do Prahy. Do Brazílie se jako vyslanec opět vrátil, ale pod podmínkou, že po roce opustí československé diplomatické služby. Na Filozofické fakultě UK v roce 1926 získal doktorát přírodních věd. V roce 1929 opět vycestoval, tentokrát jako člen opiové komise Společnosti národů. Jeho úkolem bylo mj. mapování pašování opia ve východní Asii. Po ukončení této mise se v letech 1930–1937 manželé Havlasovi usídlili v Paříži a v letech 1937–1939 v Monaku. Jan Havlasa se věnoval literární činnosti.

### Protektorát
Po zániku Československa odjeli manželé Havlasovi v květnu 1939 do USA a až do roku 1943 žili v Kalifornii. Tehdy byl Jan Havlasa prostřednictvím velvyslanectví ve Washingtonu požádán, aby převzal místo vyslance v Chile. V září 1943 se ujal úřadu a v prosinci 1945 byl československou vládou odvolán do Prahy, ale toto odvolání bylo po intervencích z Chile i Československa zrušeno. Definitivně byl z Chile odvolán v roce 1946 a s manželkou se vrátil do její rodné Kalifornie.

### Poválečný osud a závěr života
V Kalifornii přestal veřejně vystupovat a po smrti své ženy v roce 1957 se zcela uzavřel. Sám zemřel na infarkt v osmdesáti letech. Svůj majetek odkázal Sokolu v Los Angeles.

## Dílo

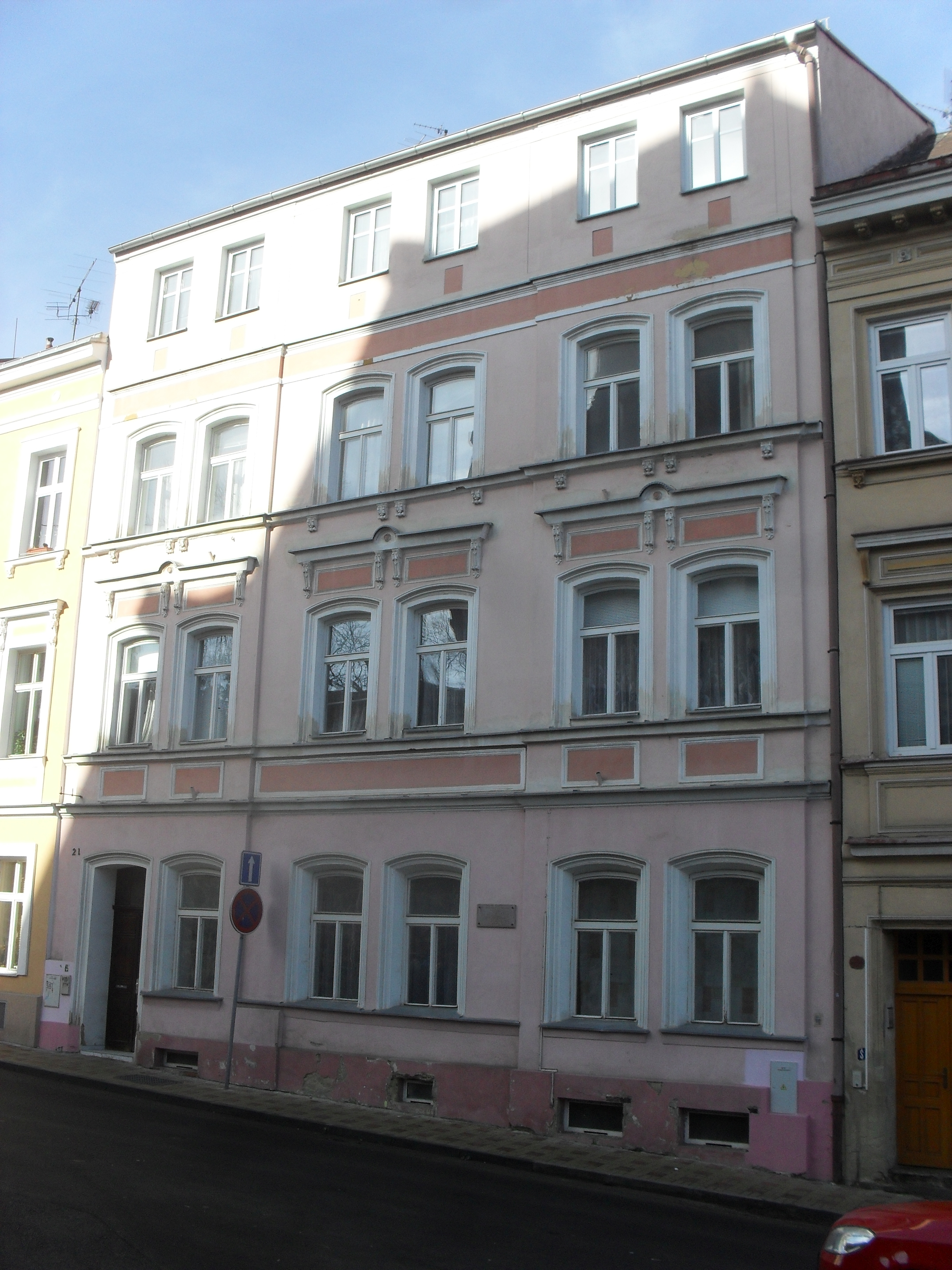
Rodný dům v Teplicích

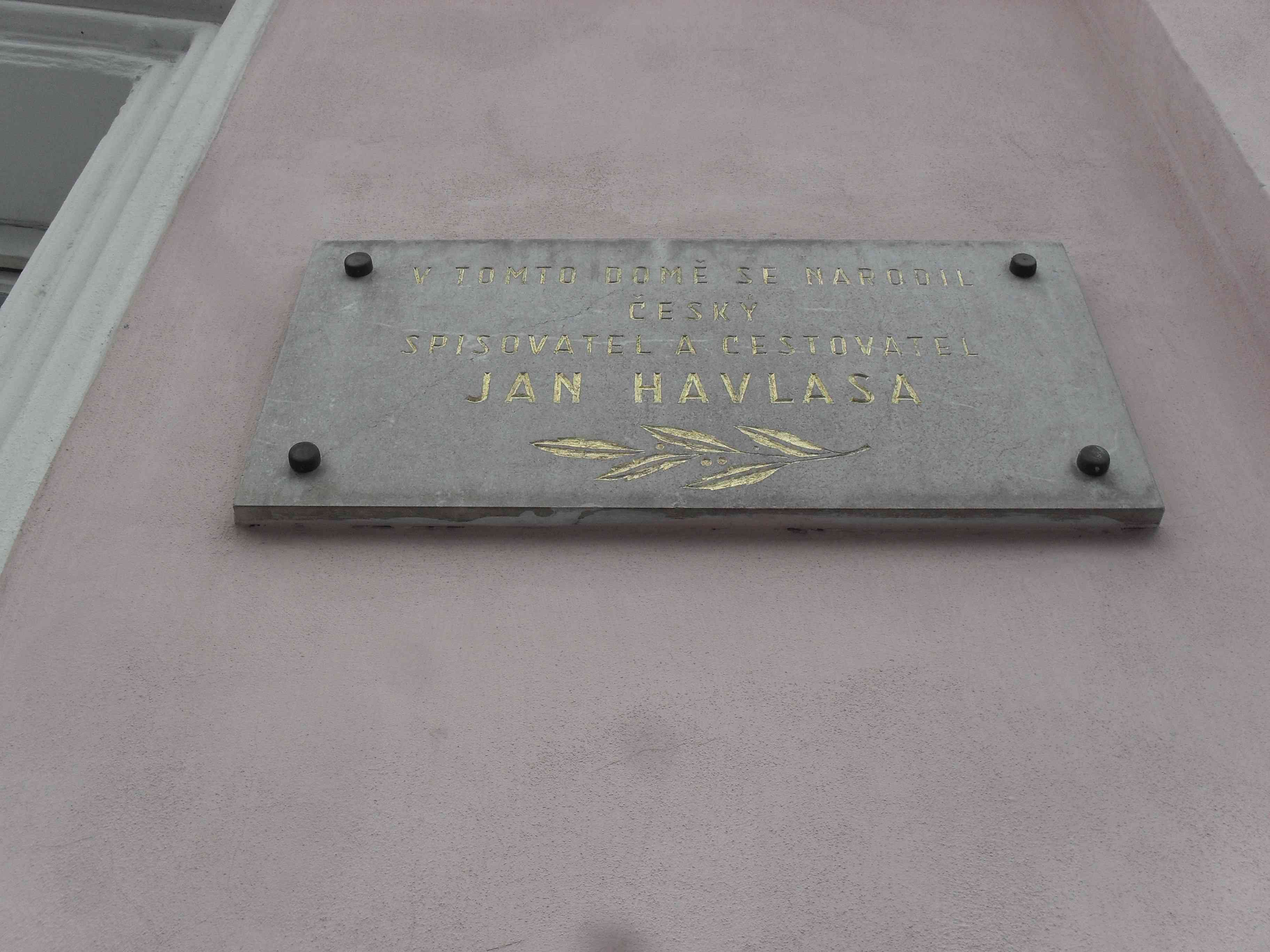
Plaketa na rodném domě

### Noviny a časopisy
Své postřehy z cest a romány zveřejňoval Jan Havlasa v letech 1901–1939 v řadě časopisů, jako Zlatá Praha, Květy, Lumír, Malý čtenář, Tribuna aj.

### Knižně vydaná próza (výběr)
Pro dílo Jana Havlasy je typický exotický kolorit a zručná fabulace. Objevuje se v něm i vědecko-utopická fantastika (vliv H. G. Wellse a Jakuba Arbese), témata průniku minulosti a současnosti, víra v inkarnaci.
(Dílo Jana Havlasy je rozsáhlé, a proto jsou uvedeny jen příklady prvních vydání.)
V letech 1901–1906 vydával drobné prózy, především ze Slovenska, např.:
- Povídky z Tater (dospělejší mládeži, vydalo Komenium, Praha, 1905)
- Lidé na horách (Tatranské povídky, vydal J. Otto, Praha, 1906)

Cesty do USA a do východní Asie ovlivnily jeho tvorbu do vzniku samostatného Československa, např.:
- Píseň korálových útesův (Tahitské novely, vydalo Ústř. nakladatelství a knihkupectví učitel. čsl., Praha, 1912)

V období mezi válkami vydával Jan Havlasa díla inspirovaná Asií, Oceánií i Latinskou Amerikou, např.:
- Děti neklidu (Singapurský román, vydalo Ústř. nakladat. a knihkup. učitelstva čsl., Praha, 1923)
- Okna do mlhy (japonský román, vyzdobeno padesáti kresbami Otakara Štáfla, vydalo Ústř. nakladat. a knihkup. učitelstva čsl., Praha, 1923)
- Pobřeží tanečnic (Tahitský román, vydal Topič, Praha, 1923)
- Rozluka církve od státu v Brazilii (Vydal F. S. Frabša, Praha, 1923)
- V brazilských horách  (Obrazy z přírody, vydalo Ústřední nakladatelství a knihkupectví českoslovanské, Praha, 1925)
- Roztříštěná duha (kniha japonerií, s osmdesáti kresbami Hokusaiovými a s osmi barevným dřevoryty Utamarovými a Hokusaiovými, vydal Šolc a Šimáček, Praha, 1932)

Během Protektorátu a po osvobození již jeho díla téměř nebyla vydávána.

### Drama
- První hřích (hra s doslovem, vydala Unie, Praha, 1929) – Zasazuje děj Genesis do prehistorického kontextu, v němž z překroucení obyčejných událostí vznikají mýty od stvoření světa až po Kainovo znamení. Doslov kritizuje křesťanskou víru a její roli ve společnosti, která je vystavěná na jejích základech. Vyhrazuje se proti výuce křesťanství na školách.

### Překlady
- Vějíř lady Windermereové (Oscar Wilde, vydal Melantrich, Praha, 1915)